# Gasilska zveza Slovenije
Gasilska zveza Slovenije (kratica: GZS) je krovna organizacija prostovoljnih gasilk in gasilcev v Sloveniji. Ustanovljena je bila 2. oktobra 1949 V Ljubljani. Združuje več kot 162.000 članic in članov iz 1341 gasilskih društev in je največja humanitarna, prostovoljska in civilnodružbena organizacija v Sloveniji.

## Organiziranost
Najvišji organ GZS je Kongres Gasilske zveze Slovenije, ki se praviloma sestane vsaka štiri leta. Na kongresu se izvoli Upravni odbor, Poveljstvo, Arbitražo, Nadzorni odbor, Predsednika in Poveljnika. Med dvema kongresoma je praviloma vsako leto sklican Plenum. GZS je organizirana v 17 gasilskih regij. Posamezne regije sestavljajo gasilske zveze, ki delujejo na območju ene ali več občin. Gasilske zveze sestavljajo prostovoljna gasilska društva.

### Kongres
Kongres sestavljajo izvoljeni delegati, ki jih izvolijo najvišji organi GZ po naslednjih kriterijih:
- vsaka GZ, ki vključuje do 15 PGD in PIGD, ima 1 delegata;
- vsaka GZ, ki vključuje od 16 do 30 PGD in PIGD, ima 2 delegata;
- vsaka GZ, ki vključuje od 31 do 45 PGD in PIGD, ima 3 delegate;
- vsaka GZ, ki vključuje nad 45 PGD in PIGD, ima 4 delegate.

Mladino, članice in veterane zastopajo po trije predstavniki, ki jih med svojimi člani izvolijo posamezni sveti GZS. Na Kongresu sodelujejo kot delegati brez pravice glasovanja. To so člani upravnega odbora, člani Poveljstva, člani Nadzornega odbora, člani Arbitraže, častni funkcionarji gasilske zveze, dobitniki priznanja Matevža Haceta in predstavniki poklicnih gasilskih organizacij.

## Vodstvo
- Predsednik: Janko Cerkvenik
- Namestnica predsednika: dr. Janja Kramer Stajnko
- Podpredsednika: Franc Bradeško in Martin Lužar
- Poveljnik: Zvonko Glažar
- Namestnik poveljnika: Tomaž Vilfan
- Podpoveljnika: Marko Adamič in Klemen Repovž

## Kongresi

### 1. kongres (ustanovni)
1. - Ustanovni-  kongres GZS, 2. oktober 1949, Ljubljana.
Kongres je pomenil tudi ustanovitev Gasilske zveze Slovenije. Na kongresu so izvolili prvega predsednika in poveljnika gasilske zveze. »Vsi, ki danes utrjujete, razvijate in širite prostovoljne gasilske organizacije, s tem prispevate znaten delež k izoblikovanju socializma v naši državi.«
Predsednik GZS: Matevž Hace, poveljnik GZS: Miran Špicar.
Članstvo: 54.697, število PGD- jev: 855 gasilskih društev in 1.019 gasilskih čet

### 2. kongres
31. marec in 1. april 1951, Ljubljana.
»Gasilske organizacije so zelo priljubljene med našim ljudstvom, posebno še med podeželjskim prebivalstvom, saj so bile vedno čuvar in branilec premoženja državljanov.«
Predsednik GZS: Matevž Hace, poveljnik GZS: Miran Špicar.
Članstvo: 41.485, število PGD- jev: 810 gasilskih društev in 1.096 gasilskih čet.3

### 3. kongres
24. in 25. april 1954, Bled.
»Noben predel LRS ne sme ostati zunaj požarnovarstvenega preventivnega območja gasilstva.«
Predsednik GZS: Matevž Hace, poveljnik GZS: Miran Špicar.
Članstvo: 64.490, število PGD- jev: 1.266

### 4. kongres
17. in 18. april 1958, Ljubljana.
»Posebno pozornost je treba nameniti vključevanju žensk in mladine v gasilsko organizacijo.«
Predsednik GZS: Matevž Hace, poveljnik GZS Miran Špicar.
Članstvo: 44.223, število PGD- jev: 1.462

### 5. kongres
16. in 17. november 1963, Ljubljana.
»Strokovni vzgoji gasilcev moramo v prihodnje posvetiti več pozornosti.«
Predsednik GZS: Metod Rotar, poveljnik GZS: Miran Špicar.
Članstvo: 48.712, število PGD- jev: 1.379

### 6. kongres
10. in 11. maj 1968, Kranj.
»Danes nam je bolj kot kdajkoli prej potrebna enotna in tehnično dobro opremljena gasilska služba.«
Predsednik GZS: Metod Rotar, poveljnik GZS: Milan Vrhovec.
Članstvo: 51.246, število PGD- jev: 1.309.

### 7. kongres
10. in 11. junij 1972, Murska Sobota.
»Za varnost ljudi in premoženja, za krepitev vseljudskega odpora.«
Predsednik GZS: Metod Rotar, poveljnik GZS: Milan Vrhovec.
Članstvo: 51.746, število PGD- jev: 1.479.

### 8. kongres
5. in 6. junij 1976, Nova Gorica.
»Požarna varnost je pomemben del družbene samozaščite.«
Predsednik GZS: Branko Božič, poveljnik GZS: Milan Vrhovec.
Članstva: 65.384, število PGD- jev: 1.330.

### 9. kongres
7. in 8. junij 1980, Brežice.
»Z množično gasilsko organizacijo krepimo gospodarsko moč in obrambno sposobnost.«
Predsednik GZS: Branko Božič, poveljnik GZS: Milan Vrhovec.
Članstvo: 82.224, število PGD- jev: 1.403.

### 10. kongres
22, 23. in 24. junijem 1984, Maribor.
» Z večjo strokovnostjo in množičnostjo do še bolj učinkovitega varovanja ljudi in premoženja.«
Predsednik GZS: Branko Božič, poveljnik GZS: Anton Sentočnik.
Članstvo: 97.117, število PGD-jev: 1.432 (teritorialnih in industrijskih).

### 11. kongres
17. in 18. junij 1988, Celje.
» Požarna varnost ni prednostna naloga le gasilskih organizacij – prostovoljnih in poklicnih – ampak vseh delovnih ljudi in občanov.«
Predsednik GZS: Branko Božič, poveljnik GZS: Anton Sentočnik.
Članstvo: 108.082, število PGD-jev: 1.467 (teritorialnih in industrijskih).

### 12. kongres
26. in 27. junij 1993, Slovenj Gradec.
»Prvi kongres v samostojni državi Sloveniji.«
Predsednik GZS: Ernest Eöry, poveljnik GZS: Anton Sentočnik.
Članstvo: 108.279, število PGD-jev: 1.454 (industrijskih in teritorialnih).

### 13. kongres
30. in 31. maj 1998, Sežana
»Gasilci pripravljeni v novo tisočletje.«
Predsednik GZS: Ernest Eöry, poveljnik GZS: Matjaž Klarič.
Članstvo: 119.110, število PGD-jev: 1.405 (teritorialnih in industrijskih).

### 14. kongres
24. in 25 maj 2003, Bled
»Boljša usposobljenost, boljša opremljenost, večja varnost.«
Predsednik GZS: Ernest Eöry, poveljnik GZS: Matjaž Klarič.
Članstvo: 123.087, število PGD- jev: 1.376 (teritorialnih in industrijskih).

### 15. kongres
23. in 24. maj 2008 Krško.
»Visoka operativna pripravljenost je zagotovilo za večjo varnost«
Predsednik GZS: Anton Koren, poveljnik GZS: Matjaž Klarič.
Članstvo: 133.065, število PGD-jev: 1.363 (teritorialnih in industrijskih)

### 16. kongres
25. maj 2013, Koper
»Moč v dlani dobrih misli«
Predsednik GZS: Jošt Jakša, poveljnik GZS: Franci Petek.
Članstvo: 151.156, število PGD-jev: 1.348 (teritorialnih in industrijskih)

### 17. kongres
19. maj 2018, Ptuj
Predsednik GZS: Janko Cerkvenik, poveljnik GZS: Franci Petek.
Članstvo: 162.575, število PGD-jev: 1.341 (teritorialnih in industrijskih)

### 18. kongres
6-7.oktober 2023.  Žalec 
Predsednik GZS: Janko Cerkvenik, poveljnik GZS: Zvonko Glažar. Članstvo: 171.330, število PGD-jev: 1.338 (teritorialnih in industrijskih)